# Achyronychia cooperi
Achyronychia cooperi är en nejlikväxtart som beskrevs av Asa Gray. Achyronychia cooperi ingår i släktet Achyronychia och familjen nejlikväxter. Inga underarter finns listade i Catalogue of Life.

## Bildgalleri

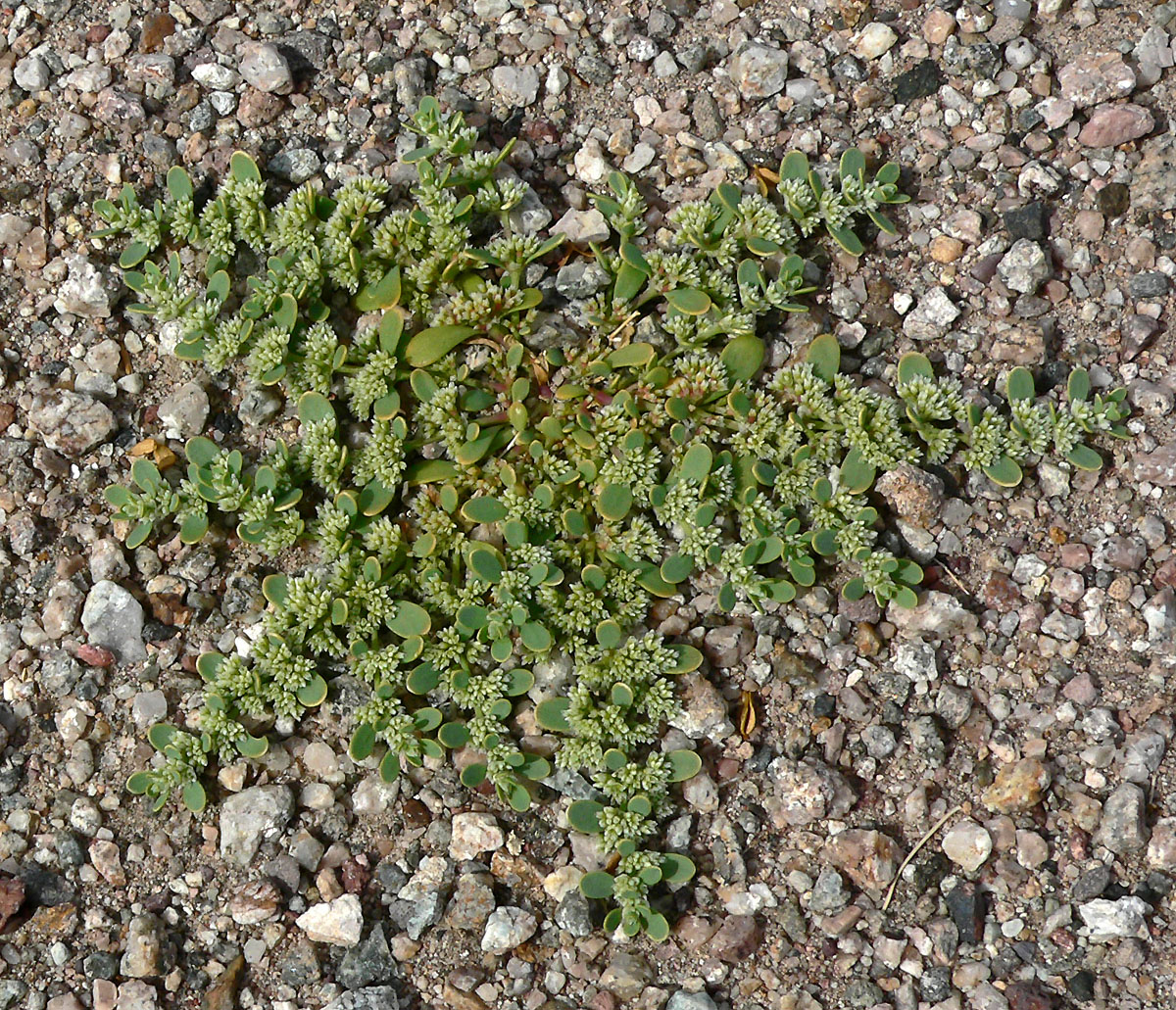
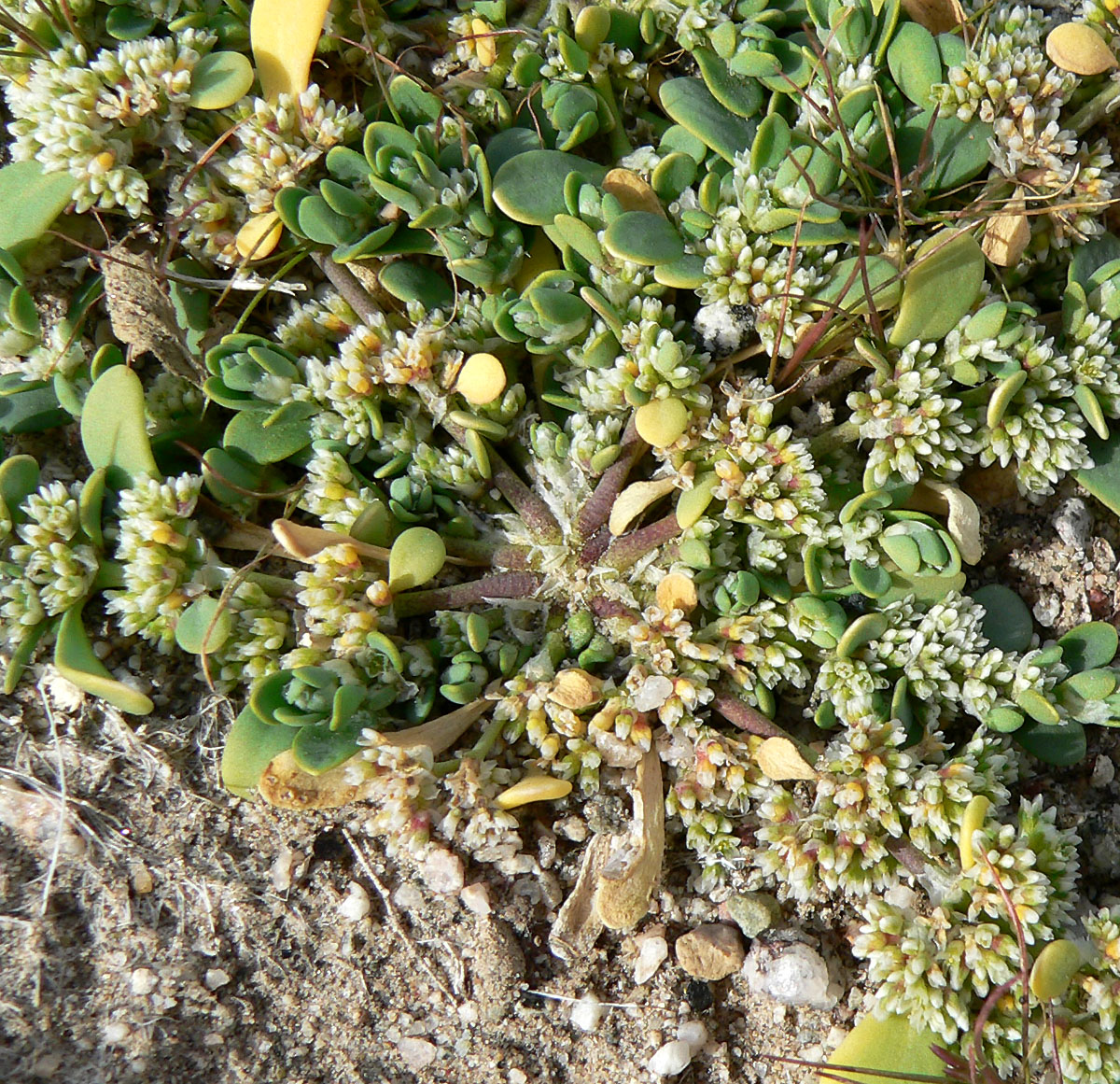
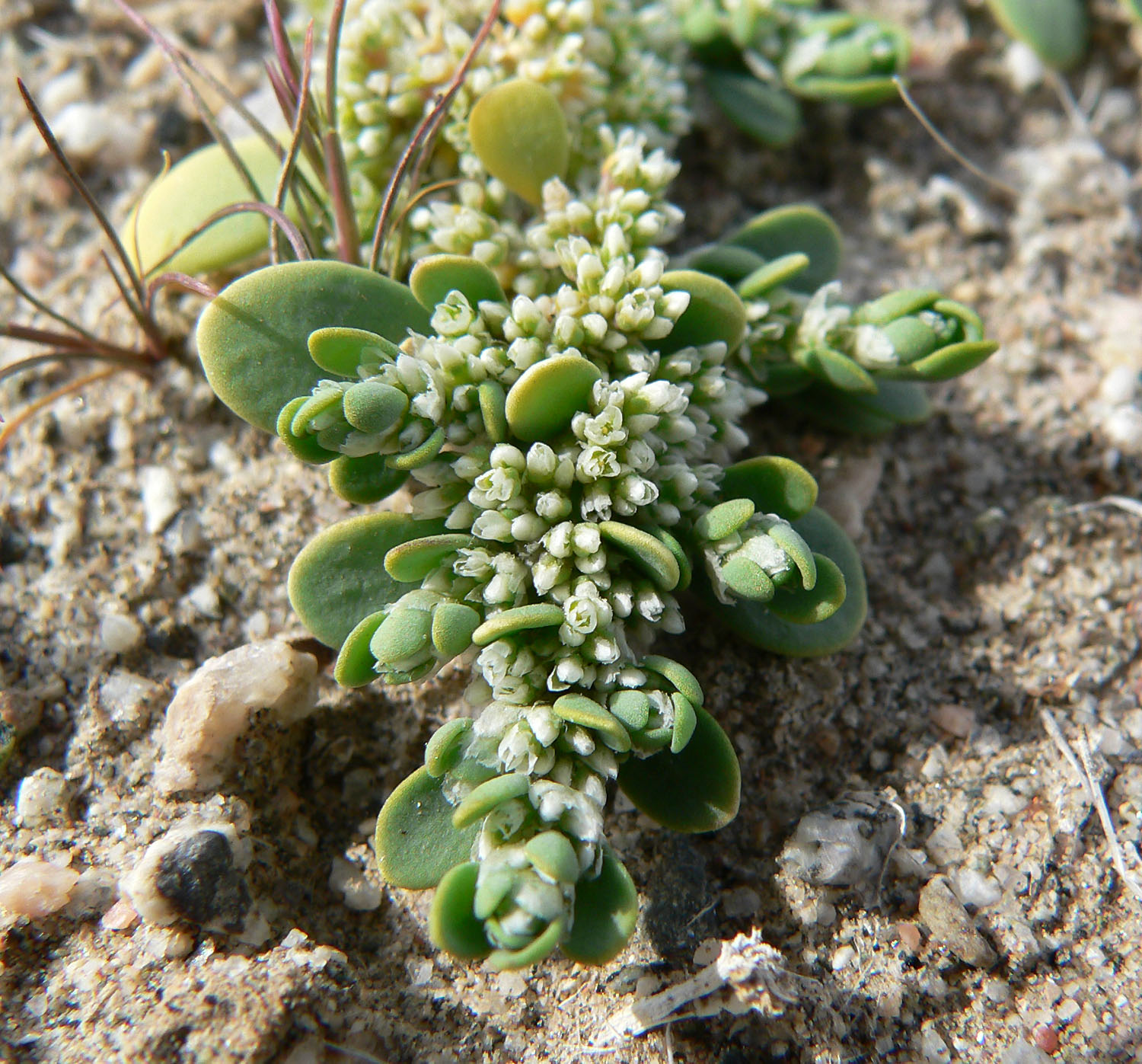
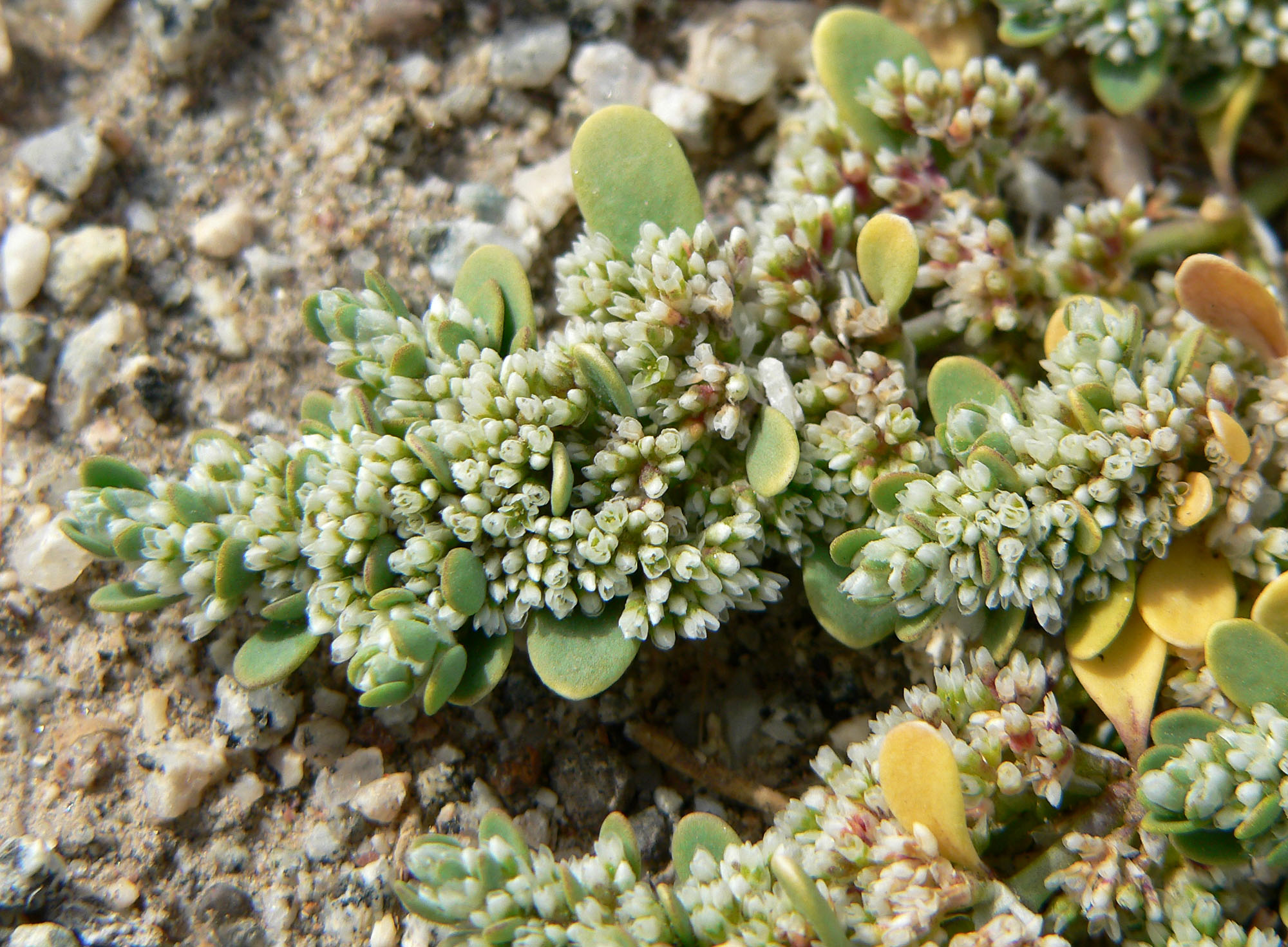
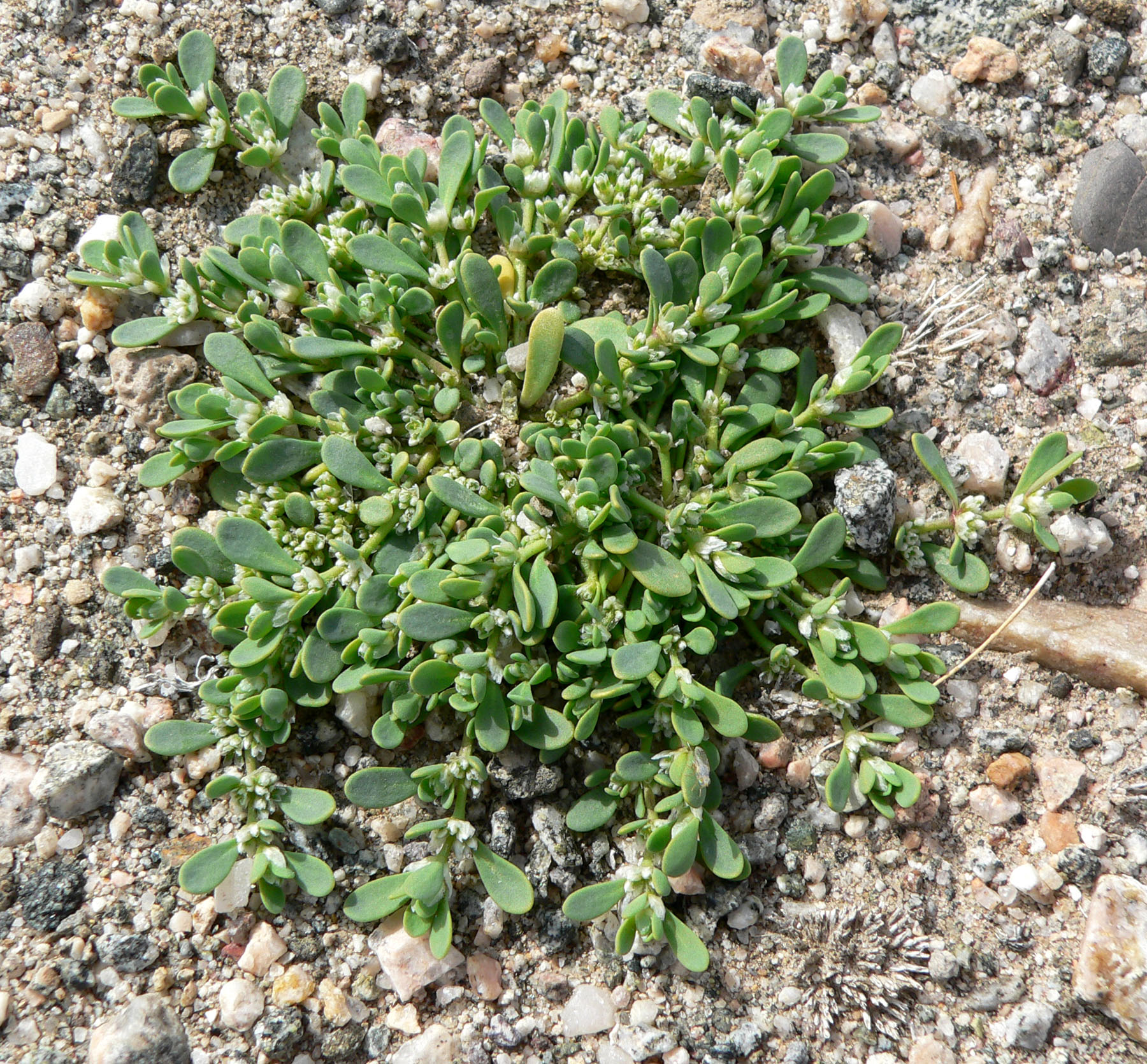
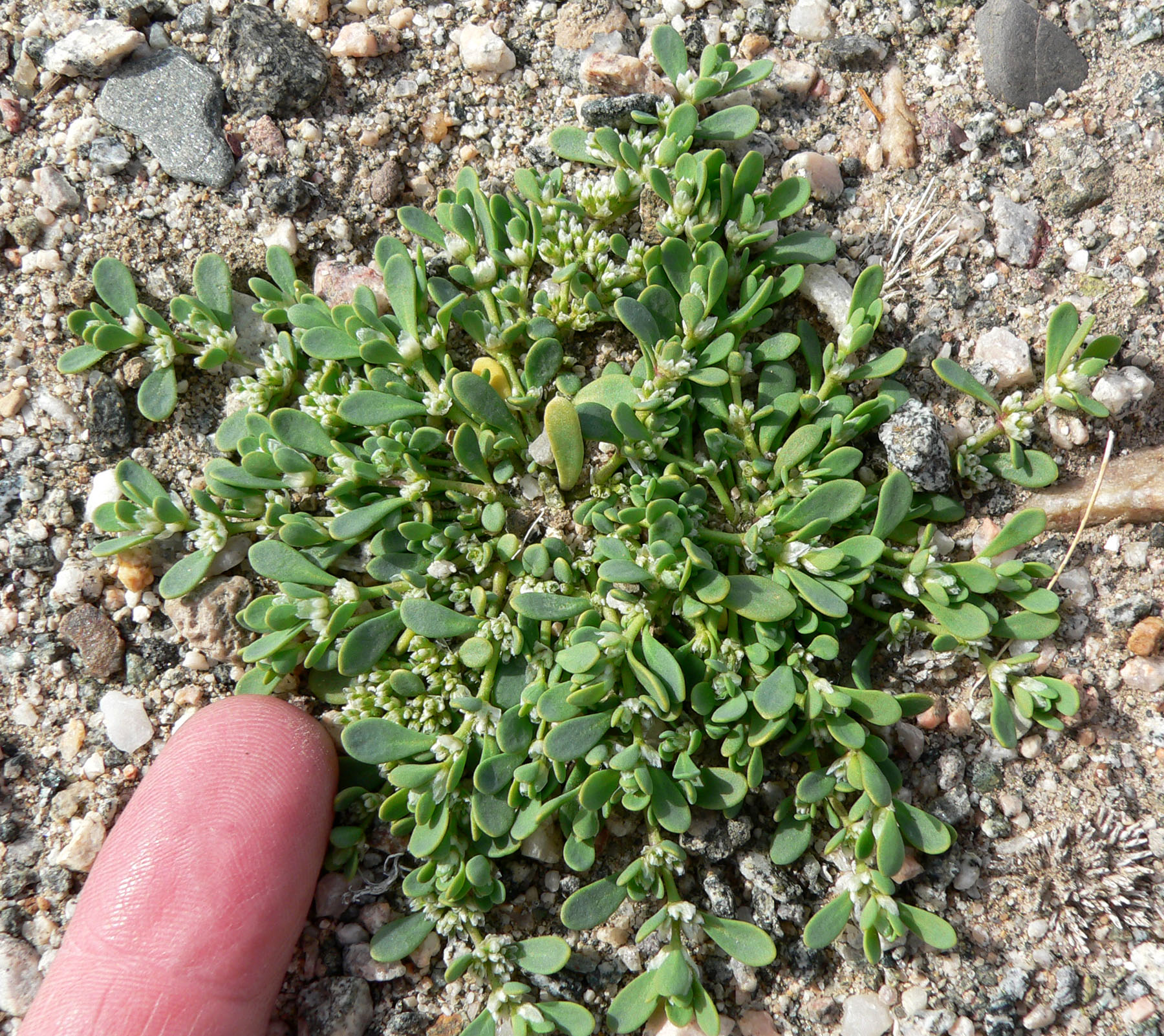